# Baker Beach
Pour les articles homonymes, voir Baker.
Baker Beach est le nom d'une plage publique sur le littoral de l'océan Pacifique, située au nord-ouest de la ville de San Francisco en Californie. Elle commence au pied du Golden Gate Bridge et s'étend vers l'ouest jusqu'à la péninsule Seacliff, le Palais de la Légion d'Honneur et les Sutro Baths. Baker Beach fait partie du Presidio, qui fut une base militaire entre 1776 et 1997. Sa partie nord est considérée comme une plage nudiste.